# Badminton bei den Südamerikanischen Jugendspielen 2017
Bei den Südamerikanischen Jugendspielen 2017 wurden im Badminton fünf Konkurrenzen durchgeführt. Die Wettbewerbe fanden vom 3. bis zum 7. Oktober 2017 in Santiago de Chile statt.

## Medaillengewinner
| Disziplin    | Gold                                                       | Silber                                         | Bronze                                                    |
| ------------ | ---------------------------------------------------------- | ---------------------------------------------- | --------------------------------------------------------- |
| Herreneinzel | Bruno Barrueto                                             | Vinicius Gabriel Soares                        | Willian Guimaraes                                         |
| Herreneinzel | Bruno Barrueto                                             | Vinicius Gabriel Soares                        | Alonso Medel                                              |
| Dameneinzel  | Fernanda Saponara Rivva                                    | Sania Valeria Passos Lima                      | Micaela Flores Vasquez                                    |
| Dameneinzel  | Fernanda Saponara Rivva                                    | Sania Valeria Passos Lima                      | Tamires Vitoria Dos Santos                                |
| Herrendoppel | Vinicius Gabriel Soares Alecrim Willian Guimaraes          | Diego Subauste Bruno Mauricio Barrueto Deza    | Alonso Medel Cristobal Alexis Conejero Urrutia            |
| Herrendoppel | Vinicius Gabriel Soares Alecrim Willian Guimaraes          | Diego Subauste Bruno Mauricio Barrueto Deza    | Matias Iván Villalba Baumann Mauricio David Torres Olazar |
| Damendoppel  | Sania Valeria Passos Lima Tamires Vitoria Dos Santos       | Fernanda Saponara Rivva Micaela Flores Vasquez | Ashley Stibary Montre Rubilar Mickaela Skaric Hott        |
| Damendoppel  | Sania Valeria Passos Lima Tamires Vitoria Dos Santos       | Fernanda Saponara Rivva Micaela Flores Vasquez | Daibelis Coromoto Mendoza Flores Tiffany Sánchez Lamas    |
| Mixed        | Vinicius Gabriel Soares Alecrim Tamires Vitoria Dos Santos | Willian Guimaraes Sania Valeria Passos Lima    | Diego Subauste Micaela Flores Vasquez                     |
| Mixed        | Vinicius Gabriel Soares Alecrim Tamires Vitoria Dos Santos | Willian Guimaraes Sania Valeria Passos Lima    | Bruno Mauricio Barrueto Deza Fernanda Saponara Rivva      |